# 燕庄站 (郑州)
燕庄站是郑州地铁1号线与6号线的换乘站，位于中华人民共和国河南省郑州市金水区金水路与未来路交汇处，于2013年12月28日启用。

## 车站结构
燕庄站分为1号线车站和6号线车站两部分，1号线车站主体位于金水路与未来路交叉口西北角燕庄广场的地下，呈东西向布置，长174.8米，标准段宽21.3米，总建筑面积17,814平方米。6号线车站主体位于路口以北的未来路西侧地下，呈南北向布置，主体结构长191米，中部下穿金水河。

### 车站楼层
燕庄站1号线车站主体结构为地下三层车站，B2层为站厅层，B3层为1号线站台层。6号线车站主体结构为地下四层车站，B1层为连接A出入口和站厅的转换层，B2层为站厅层，B3层为设备层，B4层为6号线站台层。

#### 1号线车站楼层
| 1F  | 地面     | A-E出入口                                        | A-E出入口                                        | A-E出入口                                        |
| B2F | 站厅     | 客服中心、自动售票机、安全检查、闸机、车站控制室 | 客服中心、自动售票机、安全检查、闸机、车站控制室 | 客服中心、自动售票机、安全检查、闸机、车站控制室 |
| B2F | 换乘通道 | 至 █ 6号线站厅                                   | 至 █ 6号线站厅                                   | 至 █ 6号线站厅                                   |
| B3F | █ 1号线  | 往河南工业大学方向（紫荆山）                     | 往河南工业大学方向（紫荆山）                     | 往河南工业大学方向（紫荆山）                     |
| B3F | 岛式站台 |                                                  | 至站厅                                           | 卫生间                                           |
| B3F | █ 1号线  | 往河南大学新区方向（民航路）                     | 往河南大学新区方向（民航路）                     | 往河南大学新区方向（民航路）                     |

#### 6号线车站楼层
| 1F  | 地面     | A、G出入口                                       | A、G出入口                                       | A、G出入口                                       |
| B1F | 转换层   | 卫生间、母婴室                                   | 卫生间、母婴室                                   | 卫生间、母婴室                                   |
| B2F | 站厅     | 客服中心、自动售票机、安全检查、闸机、车站控制室 | 客服中心、自动售票机、安全检查、闸机、车站控制室 | 客服中心、自动售票机、安全检查、闸机、车站控制室 |
| B2F | 换乘通道 | 至 █ 1号线站厅                                   | 至 █ 1号线站厅                                   | 至 █ 1号线站厅                                   |
| B3F | 设备层   | 车站设备                                         | 车站设备                                         | 车站设备                                         |
| B4F | █ 6号线  | 往清华附中方向（姚砦）                           | 往清华附中方向（姚砦）                           | 往清华附中方向（姚砦）                           |
| B4F | 岛式站台 | 卫生间                                           | 至站厅                                           |                                                  |
| B4F | █ 6号线  | 往贾峪方向（博览中心）                           | 往贾峪方向（博览中心）                           | 往贾峪方向（博览中心）                           |

### 站厅
燕庄站的1号线车站和6号线车站各设1座站厅，均位于B2层。两座站厅各设置有客服中心、自动售票机等设施。站厅由闸机和栏杆分隔为付费区和非付费区，付费区位于1号线站厅的北部和6号线站厅的西部。两座站厅之间设有两条连接通道，一条连接1号线站厅东端和6号线站厅南端的非付费区，另一条连接两个站厅的付费区，为两线之间的换乘通道。在两座站厅的付费区内均设有自动扶梯、步梯和无障碍电梯，连接对应的站台。6号线车站的B1层设转换平台，连接站厅和A出入口，在该处设卫生间和母婴室。

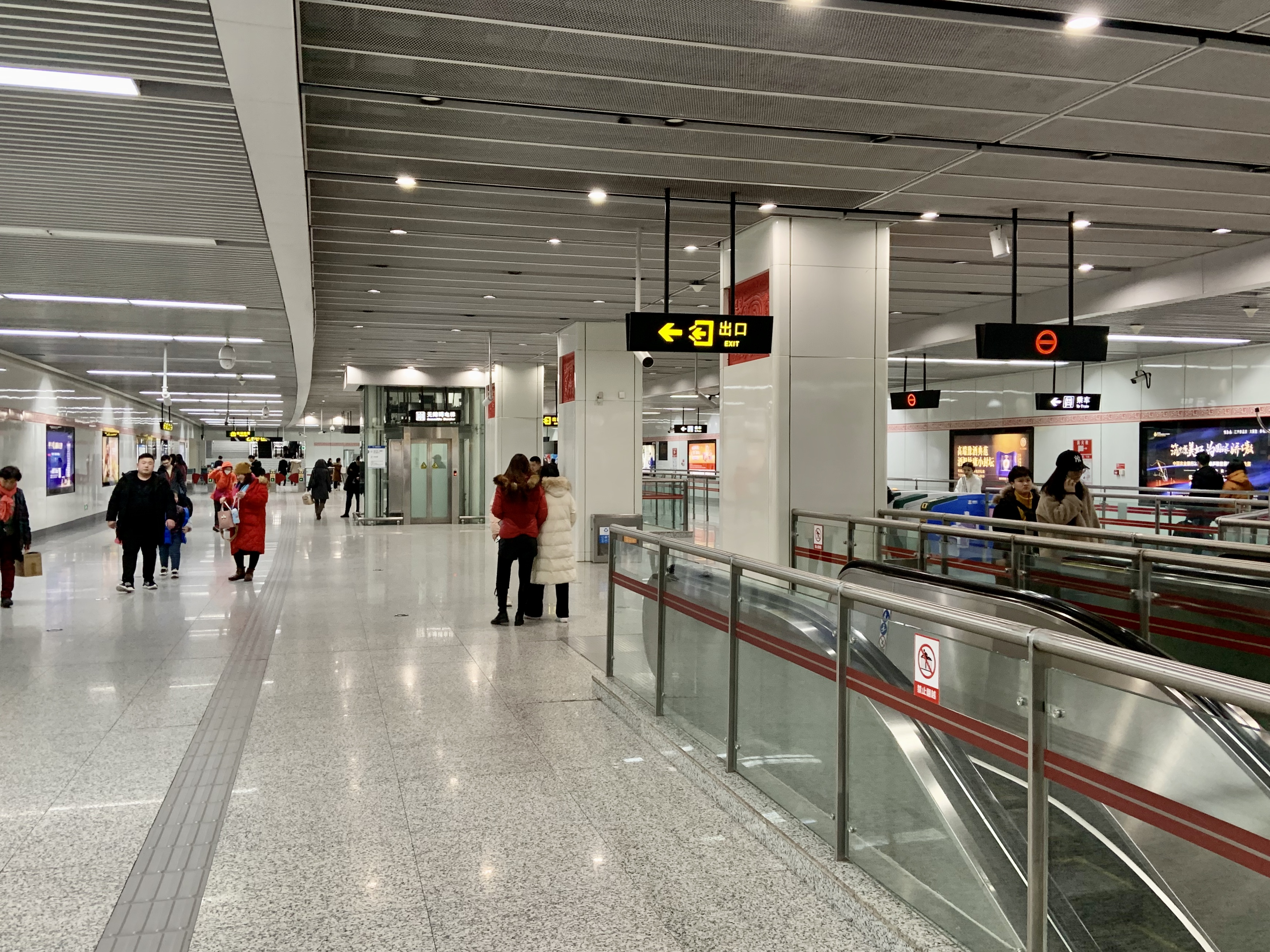
1号线站厅
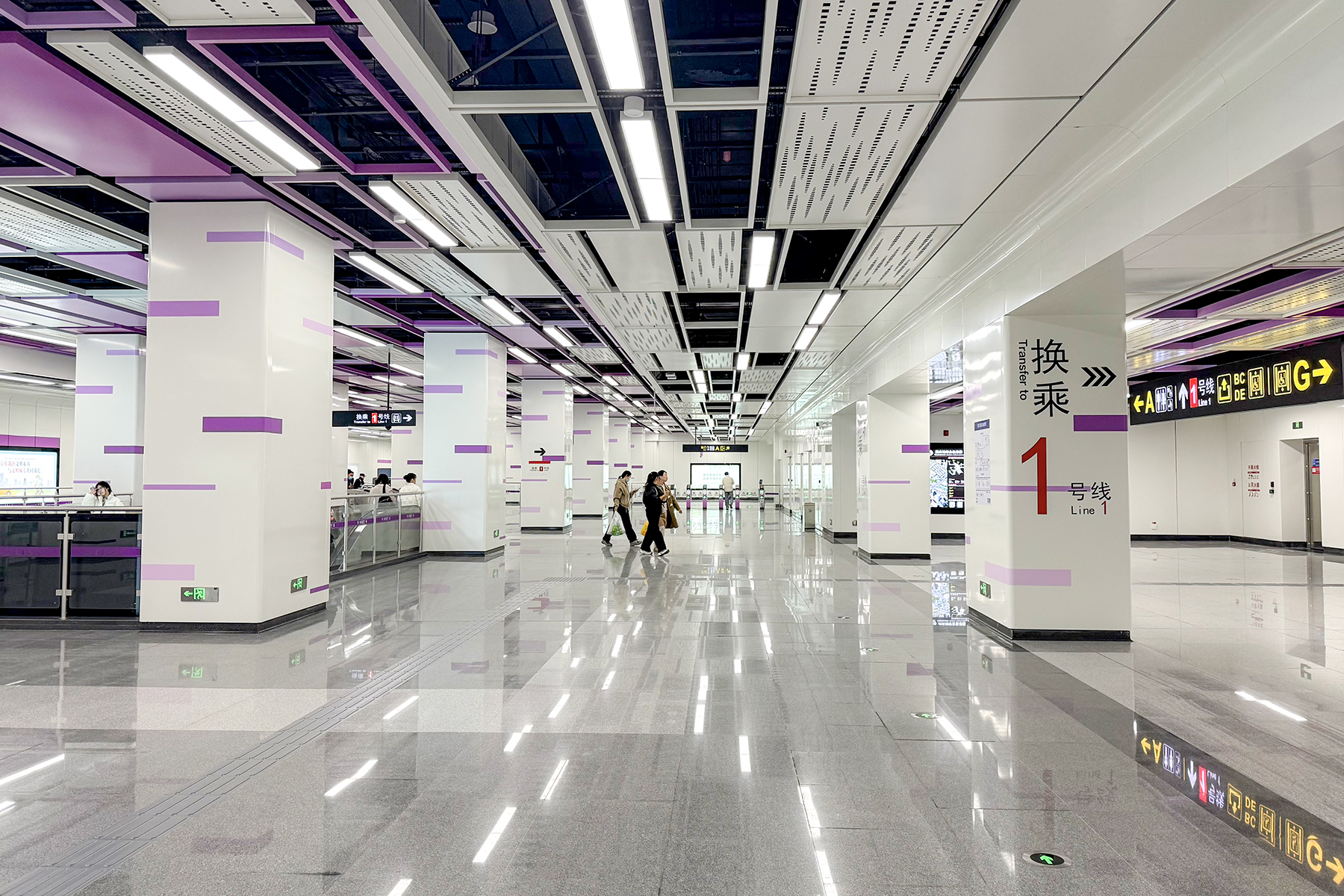
6号线站厅

### 站台
燕庄站的1号线车站和6号线车站各设1座岛式站台，均安装有高站台门。1号线站台位于B3层，呈东西向，为1,200米半径的曲线站台，是郑州地铁1号线各站站台中唯一的曲线站台。1号线站台的南侧站台面由1号线下行（河南大学新区方向）列车使用，北侧站台面由1号线上行（河南工业大学方向）列车使用，在站台东端设由卫生间和母婴室。6号线站台位于B4层，呈南北向，西侧站台面由6号线下行（贾峪方向）列车使用，东侧站台面由6号线上行（清华附中方向）列车使用，在站台北端设有卫生间。该站的两座岛式站台之间并无直接通道连接，乘客需通过站厅和通道进行换乘。

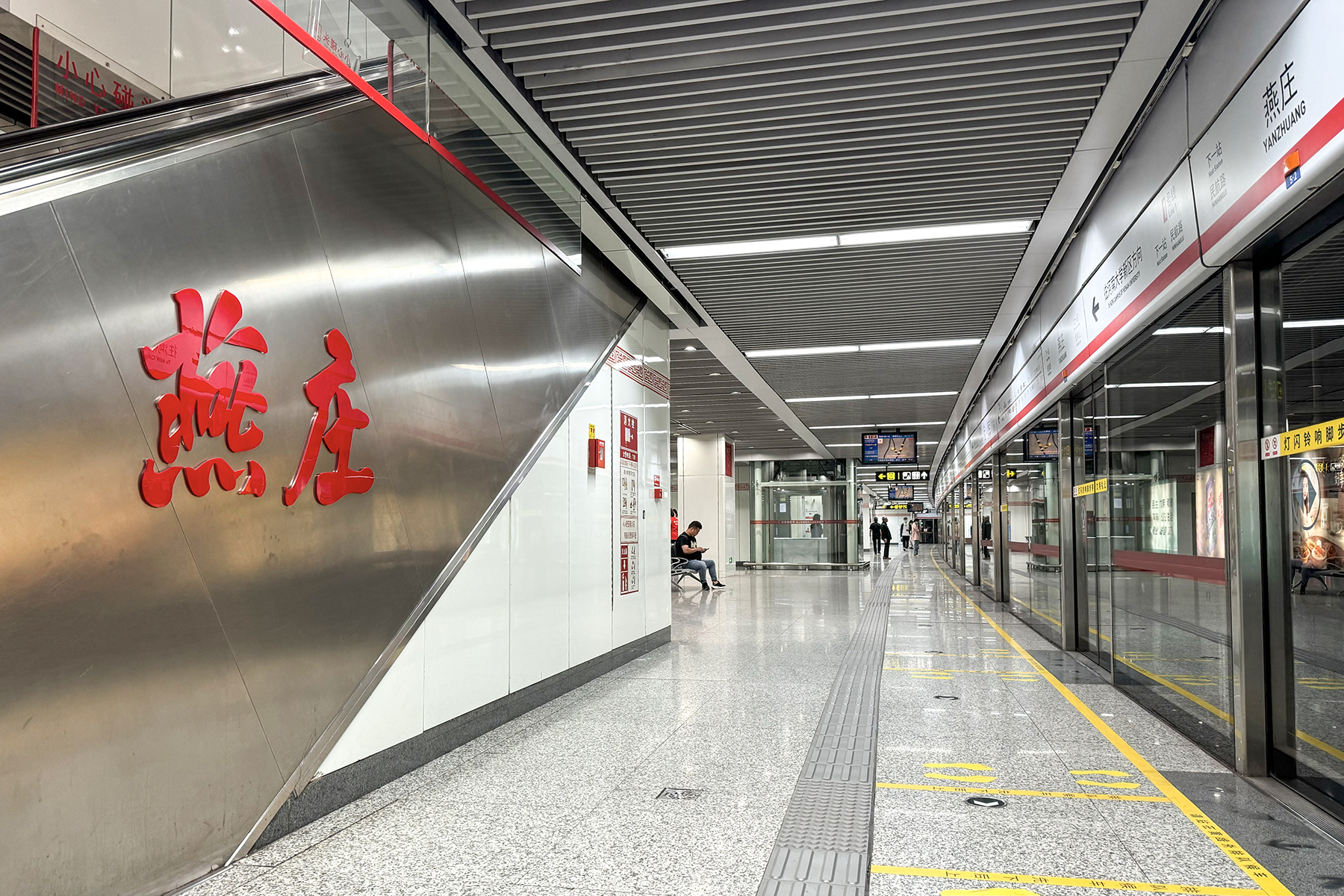
1号线站台
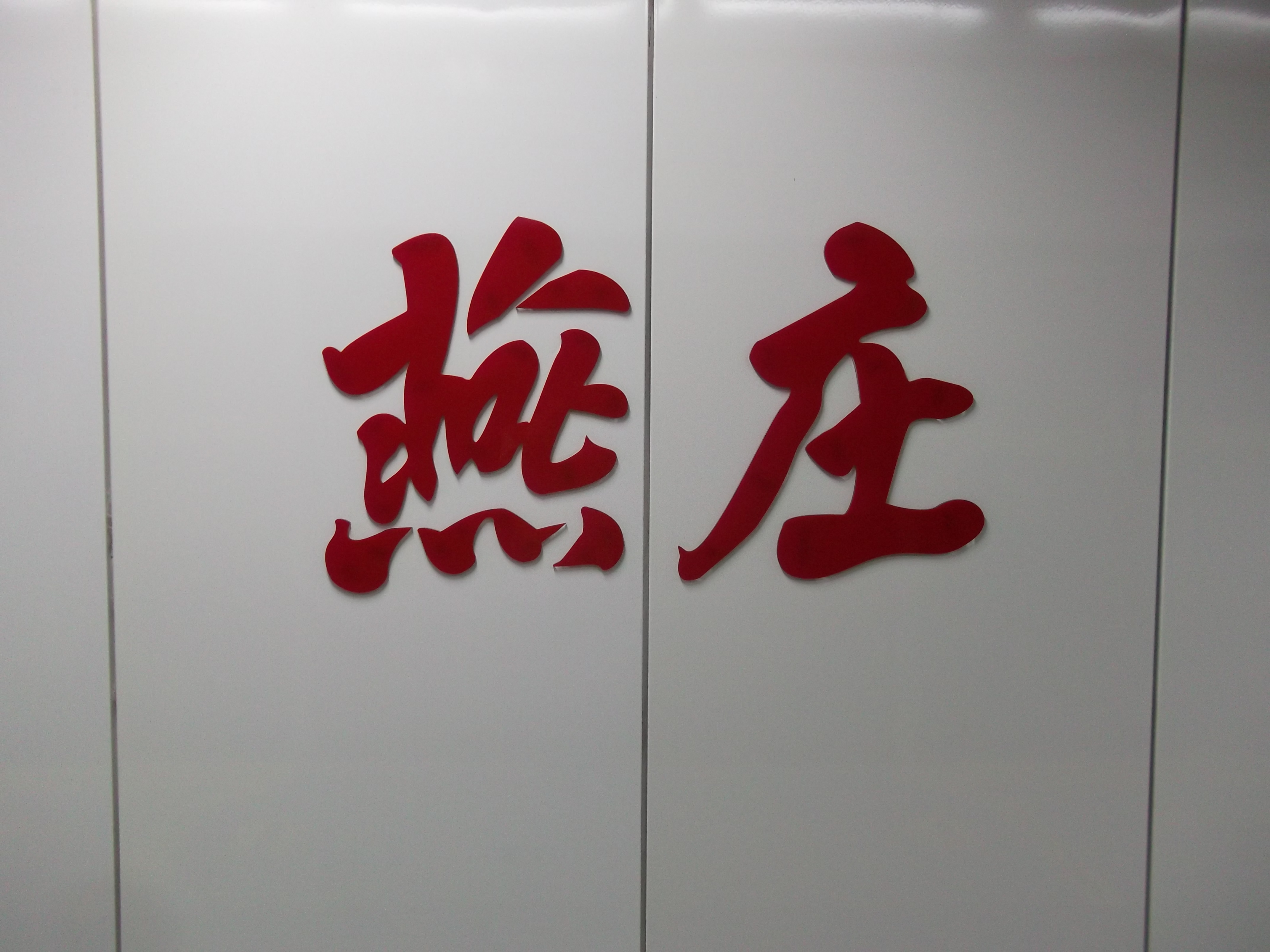
1号线站台上的书法站名
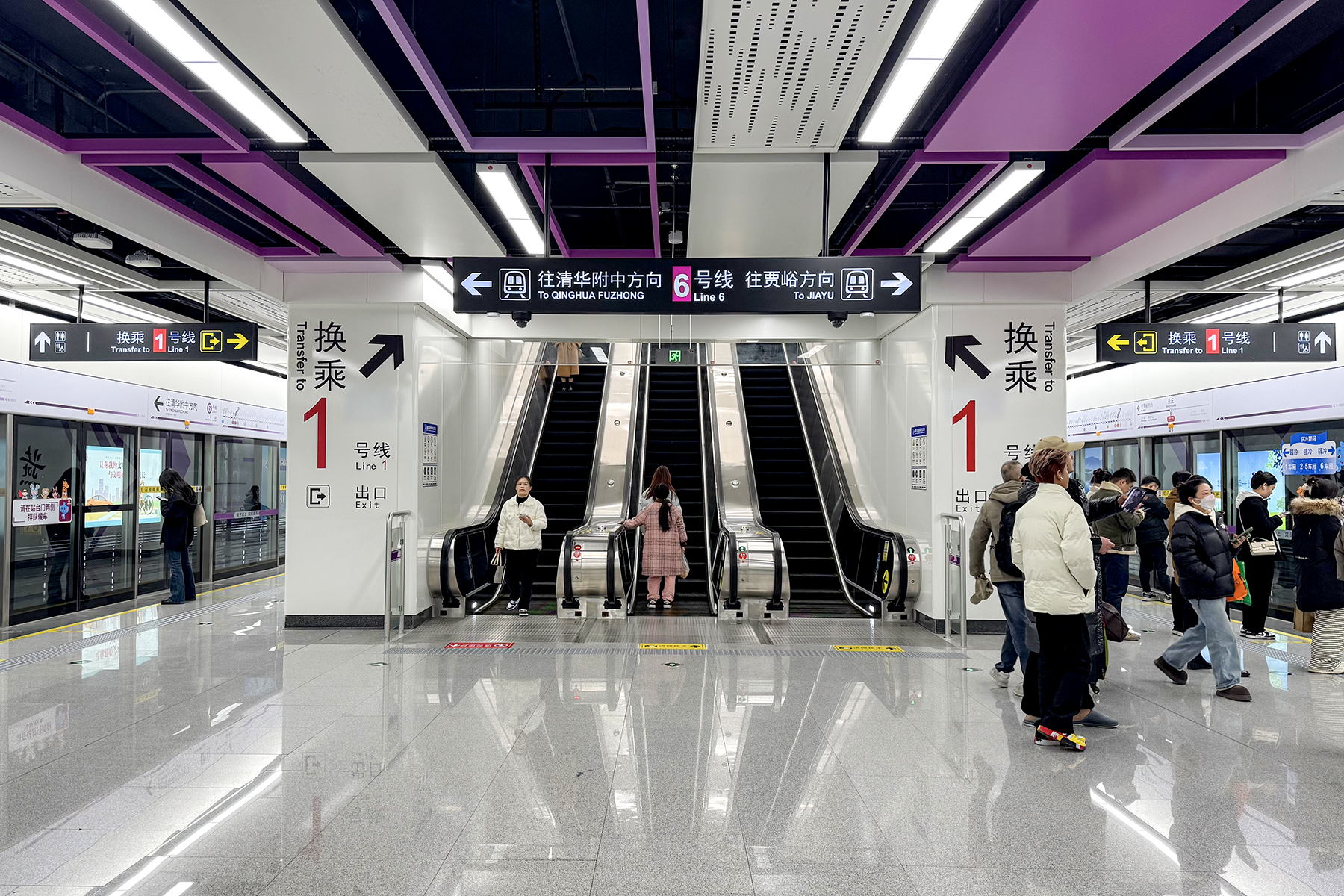
6号线站台

### 出入口
燕庄站已开通A、B、C、D、E、G共6个出入口，其中B、C、D、E出入口连接地面与1号线站厅非付费区，B、C口位于金水路南侧，D、E口位于金水路北侧，B口在地面又分为B1口和B2口，分别位于未来路的西侧和东侧，而B2口为该站唯一设于未来路东侧的出入口。其余的出入口（A、G口）连接地面与6号线站厅非付费区，其中A口位于金水路与未来路交叉口西北角，G口位于金水河以北的未来路西侧。无障碍电梯设于E、G出入口。该站已开通的各出入口信息参考下表。
| 金水路站 (BRT站台) | 金水路站 (BRT站台) | 金水路站 (BRT站台) | 金水路站 (BRT站台) | 金水路站 (BRT站台) |
| 编号               | 路线               | 路线               | 路线               | 备注               |
| ------------------ | ------------------ | ------------------ | ------------------ | ------------------ |
| B18                | 文化路杲村公交站   | ⇆                  | 民生东街正光路     |                    |

| 金水路站 (BRT站台) | 金水路站 (BRT站台) | 金水路站 (BRT站台) | 金水路站 (BRT站台) | 金水路站 (BRT站台) |
| 编号               | 路线               | 路线               | 路线               | 备注               |
| ------------------ | ------------------ | ------------------ | ------------------ | ------------------ |
| G2                 | 索凌路公交站       | ⇆                  | 郑汴路中州大道     |                    |

| 金水路未来路 | 金水路未来路     | 金水路未来路 | 金水路未来路             | 金水路未来路 |
| 编号         | 路线             | 路线         | 路线                     | 备注         |
| ------------ | ---------------- | ------------ | ------------------------ | ------------ |
| G29          | 郑州海洋馆       | ⇆            | 金水东路公交站           |              |
| G37          | 兴国路公交站     | ⇆            | 会展中心                 |              |
| 209          | 省体育中心       | ⇆            | 中州大道民航路           |              |
| K901         | 西三环化工路     | ⇆            | 郑州东站                 |              |
| 916          | 郑州东站         | ⇆            | 紫荆山金水路东           |              |
| G919         | 郑州东站         | ⇆            | 西三环中原路             |              |
| B18          | 文化路杲村公交站 | ⇆            | 民生东街正光路           |              |
| Y13          | 郑州东站         | ⇆            | 医学院                   | 夜间服务     |
| Y31          | 紫荆山金水路东   | ⇆            | 河南财经政法大学（西门） | 夜间服务     |

| 金水路未来路西 | 金水路未来路西 | 金水路未来路西 | 金水路未来路西           | 金水路未来路西 |
| 编号           | 路线           | 路线           | 路线                     | 备注           |
| -------------- | -------------- | -------------- | ------------------------ | -------------- |
| 916            | 郑州东站       | ⇆              | 紫荆山金水路东           |                |
| Y13            | 郑州东站       | ⇆              | 医学院                   | 夜间服务       |
| Y31            | 紫荆山金水路东 | ⇆              | 河南财经政法大学（西门） | 夜间服务       |

| 未来路纬二路 | 未来路纬二路     | 未来路纬二路 | 未来路纬二路   | 未来路纬二路 |
| 编号         | 路线             | 路线         | 路线           | 备注         |
| ------------ | ---------------- | ------------ | -------------- | ------------ |
| 206          | 会展中心         | ⇆            | 火车站南港湾   |              |
| G263         | 花园口公交站     | ⇆            | 郑州东站       |              |
| B18          | 文化路杲村公交站 | ⇆            | 民生东街正光路 |              |

## 历史
燕庄站于2013年12月28日随郑州地铁1号线开通而启用。2024年11月30日，郑州地铁6号线一期东北段开通运营，燕庄站成为1号线和6号线的换乘站。